# Вучетич, Хуан
Хуа́н Вуче́тич (также Вуцетич (во время жизни в Австро-Венгрии — Иван Вучетич Ковачевич), исп. Juan Vucetich; 20 июля 1858, Хвар, Австро-Венгрия — 25 января 1925, Долорес) — аргентинский антрополог и криминалист.

## Биография
Иван Вучетич родился в хорватской семье на острове Хвар, в тогдашней Австро-Венгрии. В 1884 году он эмигрировал и поселился в Аргентине. В 1888 году поступил на службу в главное управление полиции Буэнос-Айреса.
В 1891 году ему поручили организовать бюро идентификации, применив антропометрическую систему Бертильона. В этом же году он познакомился в статье Вариньи «Les empreintes digitales d’apres Galton» с работами Гальтона об отпечатках пальцев и ладоней, и у него появилась мысль разработать метод классификации отпечатков пальцев, пригодный для идентификации. То есть, так же, как и у Гальтона, идея у Вучетича о создании системы регистрации возникла на основе знания о методе Бертильона. В своём бюро, применяя антропометрию, он ввёл и карточки с отпечатками десяти пальцев.
И он действительно создал систему классификации. Первую и реально действующую систему. Но будучи человеком в высшей степени добросовестным, в своей статье «Instrucciones gnerales para el sistema antropometrico» в 1893 году пишет, что обязан Гальтону идеей исследовать отпечатки пальцев и что он заимствовал у него основы его первой системы.
В 1904 году появился капитальный труд Вучетича «Dactiloscopia comparada» («Сравнительная дактилоскопия»). Дактилоскопическая система регистрации Вучетича получила распространение, в основном, в Южной Америке — в Бразилии, Чили, Уругвае, Перу, Парагвае, Боливии. В 1907 г. Парижская Академия наук признала приоритет системы Вучетича. Однако, вопрос о том, кто первый построил дактилоскопическую классификацию, вызвал в истории дактилоскопии острые споры, особенно в Англии и Южной Америке, то есть вопрос о том, какая система создана раньше — система Гальтона-Генри или Вучетича. Эдмонд Локар, французский криминалист, пишет:
«Некоторые даты могут внести ясность в этот спор. Известно, что система Вучетича, изобретённая им в июне 1891 года, была введена в практику полиции Буэнос-Айреса с сентября того же года; карточки, составленные в это время, сохранились. В Бенгалии, напротив, отпечатки пальцев стали употребляться лишь в подкрепление антропометрии, введённой там в 1892 году. Только в 1897 году произведённые в Бенгалии опыты с дактилоскопическими карточками были одобрены правительством и система Генри стала применяться во всей Индии. По всем данным система Генри — более позднего происхождения.
С другой стороны, заявлением самого Вучетича ясно устанавливается, что его попытка построить дактилоскопическую идентификацию явилась следствием изучения труда Гальтона.
Таким образом дело было так: Вучетич заимствовал у Гальтона идею идентификации преступников при помощи отпечатков их пальцев, но дактилоскопическую идентификацию он построил первый.
Эта борьба аргентинских Капулетти с английскими Монтекки кончилась не как у Шекспира — трагическим браком, но целой серией счастливых союзов: исследователи в области идентификации, находя бесспорной отправную точку зрения системы Вучетича и много хорошего в системе Генри, но, считая первую систему бедной подразделениями, а вторую слишком сложной, попытались сочетать ясность одной с богатством другой; так возникло множество систем, из которых ни одна, думаю я, не совершенна, но каждая имеет свои преимущества.» (Эдмонд Локар).
Первым практическим результатом Регистра иконофалангометрии Вучетича стало громкое дело Франсиски Рохас. Она обвинила любовника в убийстве двоих её детей. Однако, кровавые отпечатки папилярных линий на деревянных воротах усадьбы Рохасов дали неопровержимое доказательство, что детей зарезала их собственная мать.